# Bartholomäuskirche (Danzig)

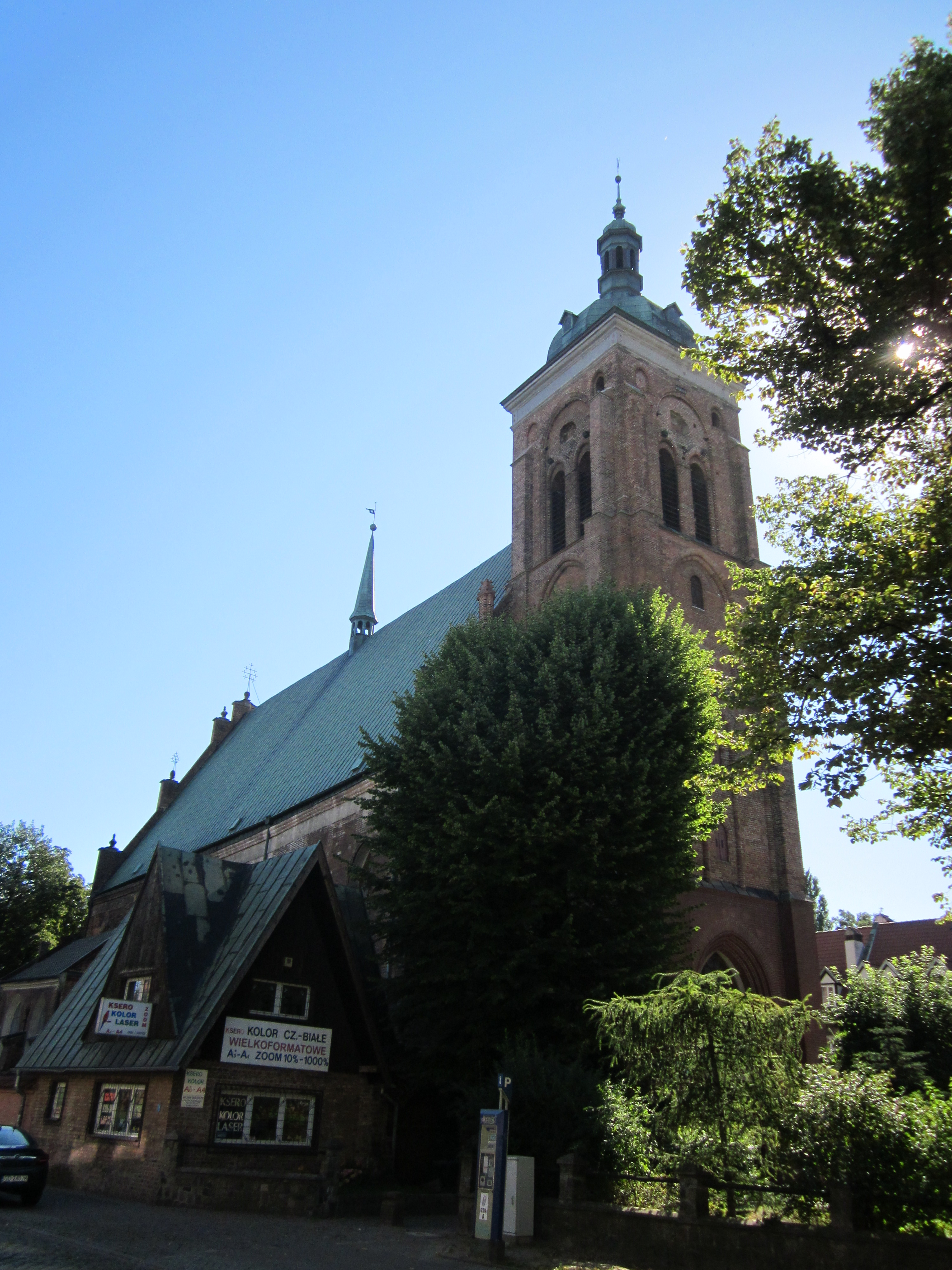
Die Bartholomäuskirche in der Danziger Altstadt

Die Bartholomäuskirche (polnisch Kościół św. Bartłomieja) ist eine griechisch-katholische Kirche in der Danziger Altstadt. Sie war von 1997 bis 2020 Konkathedrale der griechisch-katholischen Eparchie Breslau-Danzig und ist seit 2020 Konkathedrale der griechisch-katholischen Eparchie Olsztyn-Danzig. Sie liegt in der Zaułek Św. Bartłomieja.

## Lage

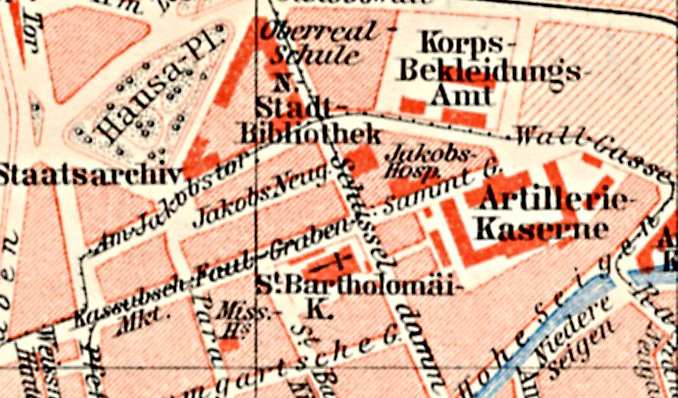
Ausschnitt aus einem Stadtplan von 1905, in dem die Bartholomäuskirche im Straßenviereck St.-Bartholomäi-Kirchgasse, Faulgraben, Schüsseldamm und Baumgartsche Gasse liegt.

Die Bartholomäuskirche steht in der heutigen Zaułek Św. Bartłomieja, die direkt südlich der Kirche verläuft und erst in den 1990er Jahren angelegt wurde. Die frühere St.-Bartholomäi-Kirchgasse, die westlich der Kirche verlief, wurde im Zusammenhang mit dem Bau des Einkaufszentrums Galeria Handlowa Madison aufgehoben.

## Geschichte

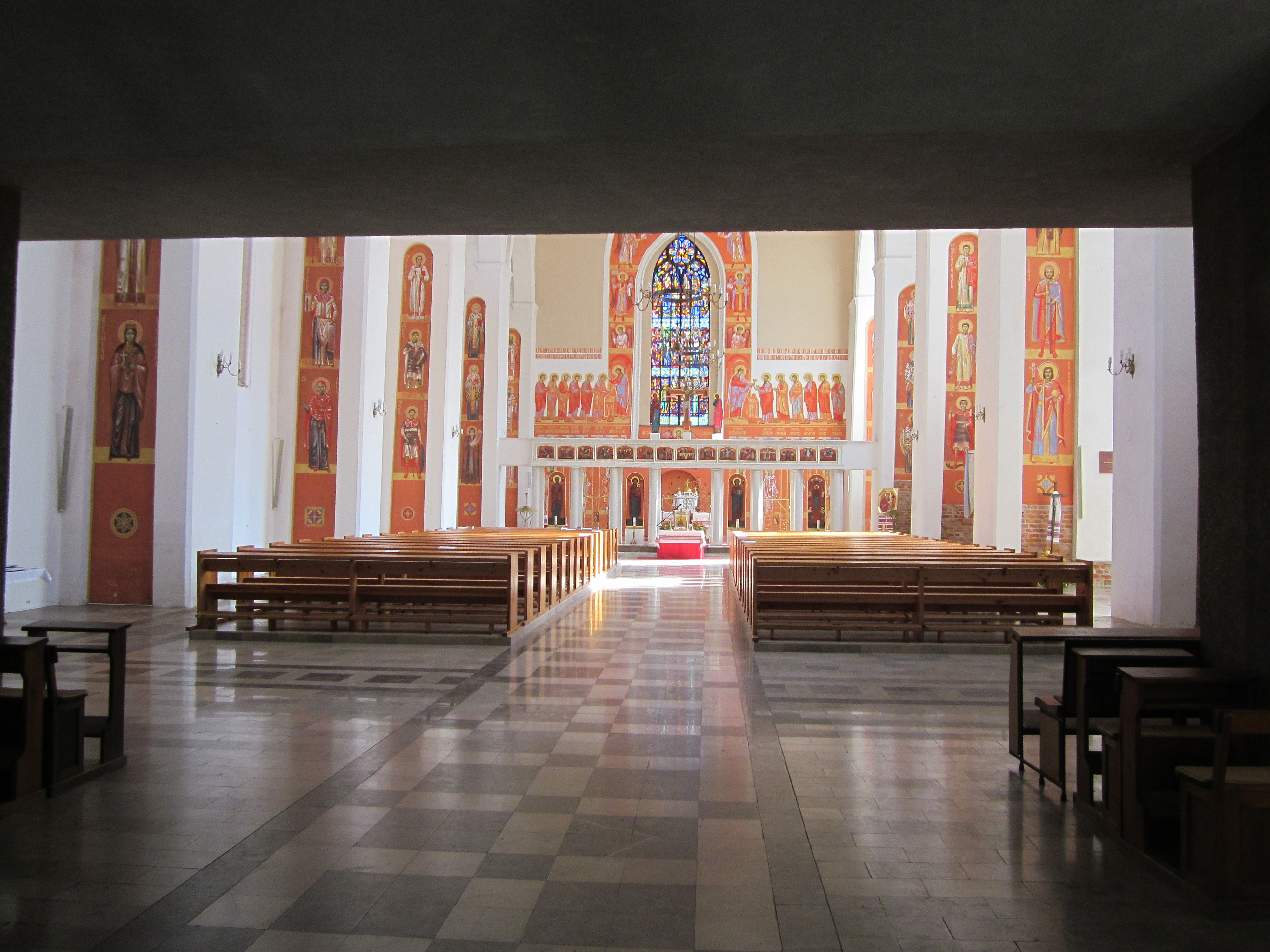
Blick in das Innere der Kirche.

Die Ursprünge der Bartholomäuskirche gehen auf die 1480er Jahre zurück, als in der Danziger Altstadt eine gotische Kapelle errichtet wurde. Bereits 1524 wurde in der Bartholomäuskirche der lutherische Ritus eingeführt, obwohl es in Danzig erst ab 1566 ein geistliches Ministerium mit Johann Kittel als Senior gab. Der Kirchturm wurde in den Jahren 1591 bis 1600 an die bestehende Kirche angebaut.

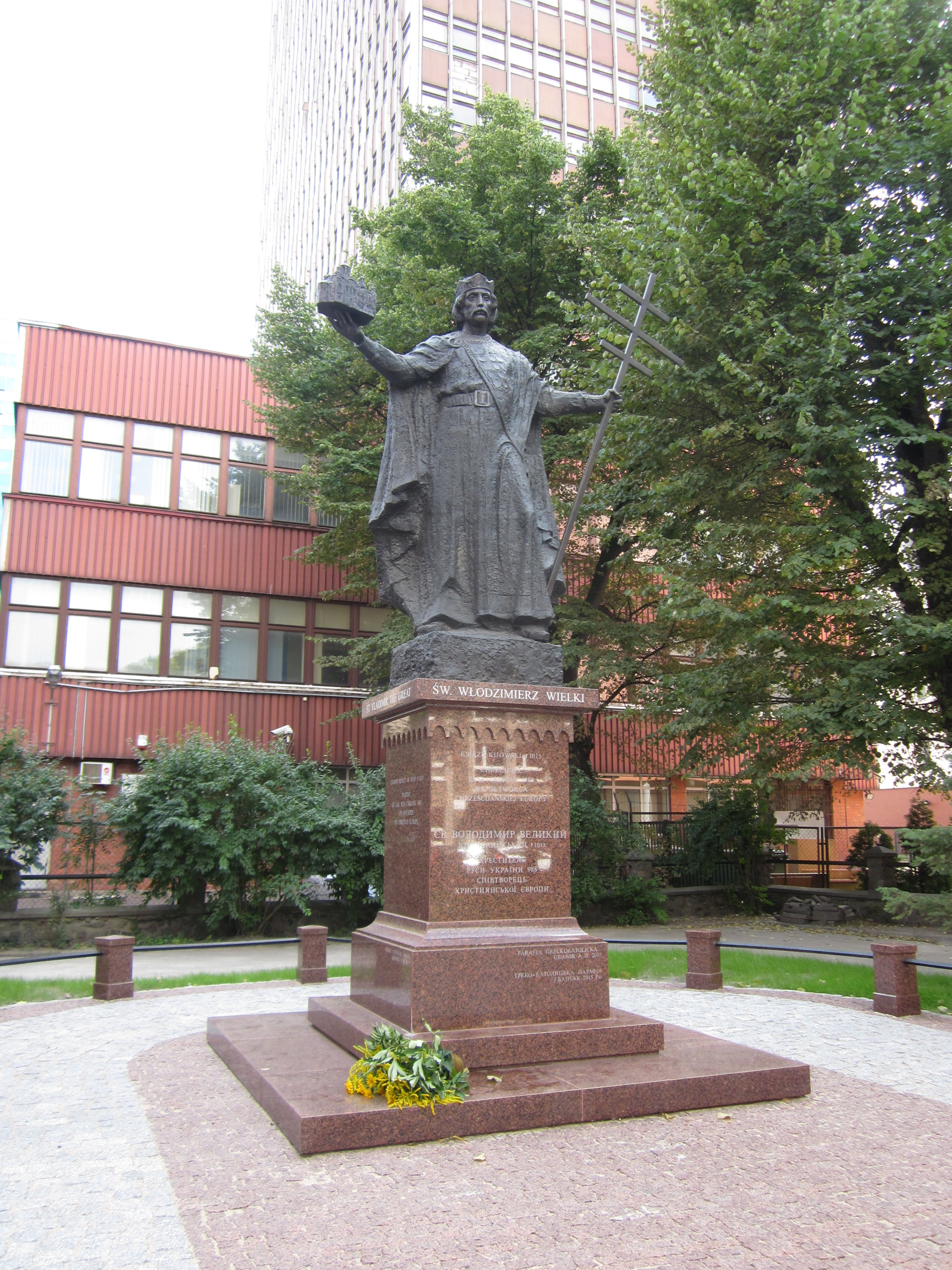
Statue Wladimirs des Heiligen vor der Bartholomäuskirche

Nach den Zerstörungen des Zweiten Weltkrieges und dem Wiederaufbau ging die Bartholomäuskirche zunächst in die Hände der Jesuiten über, die sie bis 1990 nutzten. Am 24. Februar 1967 wurde das Gotteshaus unter Denkmalschutz gestellt. Der damalige Danziger Erzbischof Tadeusz Gocłowski stellte die Kirche am 3. Juli 1997 der 1957 gegründeten griechisch-katholischen Gemeinde in Danzig zur Verfügung, die sie seither betreibt. Seitdem ist sie unter der vollständigen Bezeichnung „St. Bartholomäus und Schutz der Mutter Gottes“ auch Konkathedrale der 1996 gegründeten Eparchie Breslau-Danzig. Vor diesem Hintergrund wurde vor der Kirche eine Statue Wladimirs des Heiligen aufgestellt.